# Élections sénatoriales françaises de 1968
Des élections sénatoriales ont eu lieu le 22 septembre 1968. Elles ont eu pour but de renouveler la série C (soit un tiers) du Sénat.

## Composition du Sénat après renouvellement

### Sièges par groupe
|                        |                                                                 |        |  |  |  |  |
| Groupes parlementaires | Groupes parlementaires                                          | Sièges |  |  |  |  |
|                        | Groupe des Républicains indépendants (RI)                       | 54     |  |  |  |  |
|                        | Groupe socialiste (SOC)                                         | 52     |  |  |  |  |
|                        | Groupe de l'Union Centriste des Démocrates de Progrès (UCDP)    | 47     |  |  |  |  |
|                        | Groupe de la Gauche démocratique (GD)                           | 43     |  |  |  |  |
|                        | Groupe d'Union des Démocrates pour la République (UDR)          | 36     |  |  |  |  |
|                        | Groupe du Centre républicain d'action rurale et sociale (CRARS) | 19     |  |  |  |  |
|                        | Groupe communiste (COM)                                         | 18     |  |  |  |  |
|                        | Groupe des non-inscrits                                         | 14     |  |  |  |  |
|                        |                                                                 |        |  |  |  |  |
| Total                  | Total                                                           | 283    |  |  |  |  |

## Élection du président du Sénat
| Candidat             | Candidat             | Département d’élection | Parti                | Voix | %     | Voix | %     | Voix | %     |
| -------------------- | -------------------- | ---------------------- | -------------------- | ---- | ----- | ---- | ----- | ---- | ----- |
|                      | Pierre Garet         | Somme                  | RI                   | 64   | 23,88 | 110  | 41,35 | 107  | 40,53 |
|                      | André Colin          | Finistère              | UCDP                 | 58   | 21,64 | 62   | 23,31 |      |       |
|                      | André Méric          | Haute-Garonne          | SOC                  | 53   | 19,78 | 83   | 31,20 |      |       |
|                      | Etienne Dailly       | Seine-et-Marne         | GD                   | 37   | 13,81 |      |       |      |       |
|                      | Georges Cogniot      | Paris                  | COM                  | 18   | 6,72  |      |       | 22   | 8,33  |
|                      | Jean Berthoin        | Isère                  | GD                   | 16   | 5,97  |      |       |      |       |
|                      | Raymond Bonnefous    | Aveyron                | RI                   | 10   | 3,73  |      |       |      |       |
|                      | Alain Poher          | Val-de-Marne           | UCDP                 |      |       |      |       | 135  | 51,14 |
|                      | Divers               |                        |                      | 12   | 4,48  | 11   | 4,14  |      |       |
|                      |                      |                        |                      |      |       |      |       |      |       |
| Votes exprimés       | Votes exprimés       | Votes exprimés         | Votes exprimés       | 268  | 98,17 | 266  | 99,25 | 264  | 99,62 |
| Votes blancs ou nuls | Votes blancs ou nuls | Votes blancs ou nuls   | Votes blancs ou nuls | 5    | 1,83  | 2    | 0,75  | 1    | 0,38  |
| Votants              | Votants              | Votants                | Votants              | 273  | 100   | 268  | 100   | 265  | 100   |